# KLRC3
KLRC3 (англ. Killer cell lectin like receptor C3) – білок, який кодується однойменним геном, розташованим у людей на 12-й хромосомі. Довжина поліпептидного ланцюга білка становить 240 амінокислот, а молекулярна маса — 27 100.
| 10         |  | 20         |  | 30         |  | 40         |  | 50         |
| ---------- |  | ---------- |  | ---------- |  | ---------- |  | ---------- |
| MSKQRGTFSE |  | VSLAQDPKWQ |  | QRKPKGNKSS |  | ISGTEQEIFQ |  | VELNLQNASL |
| NHQGIDKIYD |  | CQGLLPPPEK |  | LTAEVLGIIC |  | IVLMATVLKT |  | IVLIPFLEQN |
| NSSPNARTQK |  | ARHCGHCPEE |  | WITYSNSCYY |  | IGKERRTWEE |  | SLQACASKNS |
| SSLLCIDNEE |  | EMKFLASILP |  | SSWIGVFRNS |  | SHHPWVTING |  | LAFKHEIKDS |
| DHAERNCAML |  | HVRGLISDQC |  | GSSRIIRRGF |  | IMLTRLVLNS |  |            |

A: Аланін

C: Цистеїн

D: Аспарагінова кислота

E: Глутамінова кислота

F: Фенілаланін

G: Гліцин

H: Гістидин

I: Ізолейцин

K: Лізин

L: Лейцин

M: Метіонін

N: Аспарагін

P: Пролін

Q: Глутамін

R: Аргінін

S: Серин

T: Треонін

V: Валін

W: Триптофан

Кодований геном білок за функцією належить до рецепторів. 
Задіяний у такому біологічному процесі, як альтернативний сплайсинг. 
Білок має сайт для зв'язування з лектинами. 
Локалізований у мембрані.